# Брега, Марио
Марио Брега (5 марта 1923, Рим — 23 июля 1994, там же) — итальянский актёр.
Его тяжелая фактура предопределила его появление на экране в образах бандитов, особенно в начале кинокарьеры, когда Брега много снимался в вестернах. Позже в его карьере, однако, произошли изменения, и он также фигурирует в многочисленных итальянских комедиях. Рост Брега составлял 1.93 м, вес свыше 250 фунтов (110 кг), после 1960-х он значительно похудел.
Брега родился в Риме. Работал мясником, пока не оказался на съёмочной площадке, где тяжелая комплекция обеспечила ему множество характерных ролей. Дебютировал с режиссёром Дино Ризи, затем сыграл несколько второплановых ролей в классических спагетти-вестернах Серджо Леоне: За пригоршню долларов (Чико); На несколько долларов больше (Ниньо); Хороший, Плохой, Злой (капрал Уоллас); а также в роли гангстера в Однажды в Америке. Он также снялся во многих спагетти-вестернах у других режиссёров, включая такие фильмы как Смерть скачет на лошади, Молчун, Меня зовут Никто. Принял участие в нескольких фильмах Федерико Феллини, позднее в его активе оказались комические роли у режиссёра Карло Вердоне.

## Фильмография
- La marcia su Roma Дино Ризи (1962)
- Diciottenni al sole (1962)
- I motorizzati (1962)
- La parmigiana (1962)
- Чудовища (эпизод La nobile arte) (1963)
- Le ore dell’amore (1963)
- Se permettete parliamo di donne (1963)
- Ученик булочника из Венеции (1963)
- Uno strano tipo (1964)
- Due mafiosi nel Far West (1964)
- За пригоршню долларов Серджо Леоне (1964)
- На несколько долларов больше Серджо Леоне (1965)
- Buffalo Bill, l’eroe del far west Марио Коста (1965)
- Хороший, плохой, злой Серджо Леоне (1966)
- Смерть скачет на лошади Джулио Петрони (1967)
- The Girl Who Couldn’t Say No (1968)
- Молчун Серджо Корбуччи (1968)
- A Minute to Pray, a Second to Die (1968)
- Il divorzio (1969)
- Блондин – приманка для убийцы (1969)
- Death Knocks Twice (1969)
- La taglia è tua… l’uomo l’ammazzo io di Edoardo Mulargia (1970)
- Cose di Cosa Nostra (1971)
- New York-Parigi per una condanna a morte (1972)
- Sotto a chi Tocca! (1972)
- Le mille e una notte e un’altra ancora… (1972)
- Decameron No. 2 — Le altre novelle del Boccaccio Мино Гуеррини (1972)
- Меня зовут Никто (1973)
- Anche gli angeli tirano di destro (1974)
- Quant'è bella la Bernarda, tutta nera, tutta calda Лючио Дандоло (1975)
- Basta con la guerra, facciamo l’amore (1975)
- Genio, due compari, un pollo, Un  (1975)
- Due cuori, una cappella (1975)
- Simone e Matteo, un gioco da ragazzi Джулиано Карнимео (1975)
- Il gatto (1977)
- La banda del trucido (1977)
- I sette del gruppo selvaggio Джианни Креа(1977)
- Il giocattolo (1979)
- Un sacco bello Карло Вердоне (1980)
- Bianco, rosso e Verdone Карло Вердоне (1981)
- Una vacanza del cactus (1981)
- Borotalco Карло Вердоне (1982)
- Pierino la Peste alla riscossa (1982)
- Vacanze di Natale (1982)
- Occhio, malocchio, prezzemolo e finocchio (эпизод Il mago) (1983)
- Amarsi un po' (1984)
- Sogni e bisogni (1984)
- Однажды в Америке Серджо Леоне (1984)
- Troppo forte Карло Вердоне (1986)
- Asilo di polizia (1986)
- Montecarlo Gran Casinò (1986)
- Crack (1991)